# 일리지주

일리지주

일리지주(아랍어: ولاية اليزي)는 알제리 남동부에 있는 주이다. 주도는 일리지이며 면적은 285,000km2, 인구는 54,490명(2008년 기준)이다. 동쪽으로는 리비아와 국경을 접하며 북쪽으로는 우아르글라주, 서쪽과 남쪽으로는 타만라세트주와 접한다.